# Степанян, Оганес
Огане́с Степаня́н (род. 10 января 1956) — советский армянский легкоатлет, специалист по прыжкам в длину. Выступал за сборную СССР по лёгкой атлетике в конце 1970-х — середине 1980-х годов, чемпион СССР, победитель Спартакиады народов СССР, призёр Кубка Европы, участник чемпионата мира в Хельсинки и чемпионата Европы в Праге.

## Биография
Оганес Степанян родился 10 января 1956 года. Занимался лёгкой атлетикой в Ленинакане и Ереване, выступал за Армянскую ССР и добровольное спортивное общество «Севан».
Впервые заявил о себе на международном уровне в сезоне 1978 года, когда вошёл в состав советской сборной и выступил на чемпионате Европы в Праге — на предварительном квалификационном этапе прыжков в длину показал результат 7,52 метра, чего оказалось недостаточно для выхода в финал. Также в этом сезоне стал вторым на Мемориале братьев Знаменских в Вильнюсе.
В 1979 году с результатом 7,89 выиграл серебряную медаль на международном турнире в Дрездене.
В 1980 году с прыжком на 7,81 метра отметился победой на домашних соревнованиях в Ереване.
В 1981 году на чемпионате СССР в Москве завоевал бронзовую награду, уступив только Виктору Бельскому и Сергею Лапко.
В 1983 году превзошёл всех соперников на всесоюзном турнире в Сочи и на чемпионате страны в рамках VIII летней Спартакиады народов СССР в Москве. Благодаря этим успешным выступлениям удостоился права представлять Советский Союз на впервые проводившемся чемпионате мира по лёгкой атлетике в Хельсинки — в финале прыжков в длину показал результат 7,74 метра, расположившись в итоговом протоколе на 11-й строке. Позднее прыгал в длину на Кубке Европы в Лондоне, занял второе место в личном зачёте и тем самым помог соотечественникам стать серебряными призёрами командного зачёта.
В 1984 году одержал победу на зимнем чемпионате СССР в Москве, с результатом 7,53 занял девятое место на чемпионате Европы в помещении в Гётеборге, получил серебро на Мемориале братьев Знаменских в Сочи, тогда как на всесоюзных соревнованиях в Киеве взял бронзу и установил свой личный рекорд в прыжках в длину на открытом стадионе — 8,10 метра. Рассматривался в качестве кандидата на участие в летних Олимпийских играх в Лос-Анджелесе, однако Советский Союз вместе с несколькими другими странами восточного блока бойкотировал эти соревнования по политическим причинам. Вместо этого Степанян выступил на альтернативном турнире «Дружба-84» в Москве, где прыгнул на 7,99 метра и занял итоговое шестое место. На последовавшем чемпионате СССР в Донецке с результатом 7,94 стал седьмым.